# Castell de Montclús
El Castell de Montclús o Castell dels Moros és una castell termenat del municipi de Sant Esteve de Palautordera (Vallès Oriental). Ocupa un lloc estratègic, amb un accés difícil, fet que confirma les seves qualitats defensives. Està situat als contraforts del massís del Montseny damunt la plana de Palautordera. S'hi accedeix passat el nucli de Sant Esteve de Palautordera, de la capella de Santa Margarida en surt un camí de terra, a la dreta, que travessa el riu Tordera; des del riu, un caminet de sorra s'enfila al turó. És una obra declarada bé cultural d'interès nacional.

## Descripció
En un moment inicial es va construir una torre circular, i una sala adjunta; en queden restes de la torre rodona d'angle (amb una alçada de 3,5 metres) i importants restes de murs (arriben als dos metres d'alçada). Les pedres són irregulars, amb restes d'"opus spicatum", o carreus disposats a manera d'espiga. Hi ha també un clos de planta quadrada, del que se'n conserven murs al nord i a l'oest. Entre ells, s'aixeca una torre amb diverses obertures en arc rebaixat. A prop hi ha encara restes d'un mur força alt amb espitlleres i merlets, possiblement l'entrada principal del castell.

## Història
La construcció del castell data dels segles XI o XII, tot i que es feu sobre un bastiment anterior. Vers el segle xiv es transformà el castell en palau. El 1508 es restaurà la capella dedicada a Santa Margarida. El 1739 el vicari general concedí la llicència per a poder transportar la capella del castell, gairebé en runes, fins al camp anomenat de la Parellada.
El llinatge dels Montseny tingué aquesta baronia des de mitjan segle xi, com a feudataris de la comanda hospitalera de Sant Celoni. Entre 1230 i 1263 s'hi establí Guillem de Sesagudes, que es canvià el cognom pel de Montclús. El 1275 fou traspassat a Ramon de Cabrera. El 1403 finalitzà la dependència feudal que mantenien els senyors de Montclús devers l'orde de l'Hospital de Sant Celoni, ja que Bernardí de Cabrera adquirí la senyoria major de l'esmentat feu dels hospitalers. A mitjans del segle xv el castell de Montclús era encara dels vescomtes de Cabrera. El 1508 es va restaurar la capella del castell i el 1739 el vicari general concedia llicència per a transportar la capella, pràcticament en ruïnes, fins al camp anomenat de la Parellada.
L'any 1995 es realitzà una intervenció arqueològica per tal de recuperar i condicionar l'estructura arquitectònica i aprofundir en el seu coneixement. El projecte de recuperació va néixer l'any 1996 i es definí un Pla d'actuacions arqueològiques i de restauració que ha comportat successives campanyes d'intervencions arqueològiques.